# لعبة الحبار (الموسم 1)
مسلسل لعبة الحبار، وهو مسلسل إثارة رعب بقاء كوري جنوبي بصبغة ديستوبيا، من تأليف وإخراج الكاتب والمخرج الكوري هوانغ دونغ-هيوك. عُرض الموسم الأول منه على Netflix في 17 سبتمبر 2021.
يضم الموسم الأول نخبة من النجوم مثل لي جونغ-جاي، بارك هاي-سو، أوه يونغ-سو، وي ها-جون، جونغ هو-يون، هيو سونغ-تاي، أنوبام تريباثي، وكيم جو-ريونغ. تدور أحداثه حول مسابقة سرية حيث يخاطر 456 لاعبًا، جميعهم يعانون من ضائقة مالية شديدة، بحياتهم في سلسلة من ألعاب الأطفال المميتة للفوز بجائزة نقدية قدرها 45.6 مليار وون كوري (100 مليون وون لكل متسابق).
صدر الموسم الأول عالميًا في 17 سبتمبر 2021، وحظي بإشادة نقدية واسعة واهتمام دولي غير مسبوق. أصبح المسلسل الأكثر مشاهدة على Netflix وأكثر البرامج مشاهدة في 94 دولة، حيث اجتذب أكثر من 142 مليون أسرة مشتركة و1.65 مليار ساعة مشاهدة في أول أربعة أسابيع من عرضه، متجاوزًا "Bridgerton" ليصبح العمل الأكثر مشاهدة على المنصة. حصد المسلسل العديد من الجوائز، منها جائزة غولدن غلوب لأوه يونغ-سو، وجوائز نقابة ممثلي الشاشة لكل من لي جونغ-جاي وجونغ هو-يون، ليصبحوا بذلك أول ممثلين كوريين يفوزون بهذه الفئات. كما تلقى الموسم الأول 14 ترشيحًا لجوائز الإيمي برايم تايم، بما في ذلك ترشيح "أفضل مسلسل درامي"، ليصبح أول عمل غير ناطق بالإنجليزية يترشح لهذه الفئة؛ وفاز لي جونغ-جاي بجائزة "أفضل ممثل رئيسي"، وهو الأول لممثل آسيوي عن دور غير ناطق بالإنجليزية.
صدر الموسم الثاني من المسلسل في ديسمبر 2024، بينما عُرض الموسم الثالث والأخير في يونيو 2025.

## ملخص الموسم
تبدأ القصة مع سيونغ غي-هون، رجل مفلس ومديون يعاني من إدمان القمار، فيجد نفسه يشارك في لعبة غامضة تُقدم له فرصة لكسب مبلغ ضخم من المال يُخلصه من ديونه ويُمكنه من رعاية ابنته. ينضم إليه المئات من الأشخاص اليائسين الذين يعانون من مشاكل مالية كبيرة. يتم نقلهم إلى جزيرة معزولة حيث يُجبَرون على خوض ست ألعاب أطفال تقليدية، لكن بنسخة مميتة: الخاسرون يُقتلون على الفور.
يُشرف على الألعاب مجموعة من الحراس المقنعين يقودهم شخصية غامضة تُعرف باسم الرجل الأمامي (Front Man). يواجه اللاعبون ألعابًا مثل "الضوء الأحمر، الضوء الأخضر" و"شد الحبل" و"حلويات الدالغونا"، حيث يُقصى المئات في كل جولة بطرق وحشية ومروعة. يُظهر المسلسل الجانب المظلم للطبيعة البشرية مع تصاعد التوتر بين اللاعبين، حيث تتشكل التحالفات وتنهار الثقة.
يتعاون غي-هون مع مجموعة من اللاعبين الآخرين، بما في ذلك صديقه الطفولي تشو سانغ-وو، الموظف الناجح الذي يُعد شخصية محورية، وكانغ ساي-بيوك، اللاجئة الكورية الشمالية، وعلي عبدول، العامل الباكستاني المهاجر، وأوه إيل-نام، العجوز الضعيف الذي يصبح الصديق المقرب لغي-هون. يُظهرون جميعًا دوافعهم اليائسة للبقاء على قيد الحياة والفوز بالمال.
مع استمرار الألعاب، تتناقص أعداد اللاعبين بشكل كبير، وتزداد قسوة ودموية المنافسات. في ذروة الأحداث، يتوصل غي-هون وسانغ-وو وساي-بيوك إلى المراحل النهائية. ينتهي الأمر بمواجهة مأساوية بين غي-هون وسانغ-وو في اللعبة الأخيرة، وهي "لعبة الحبار" نفسها، حيث يضحي أحدهما ليُمكن الآخر من الفوز.
في النهاية، يخرج غي-هون الفائز الوحيد بالمال، لكنه يُصاب بصدمة نفسية عميقة من الفظائع التي شهدها وشارك فيها. يكتشف لاحقًا أن منظم الألعاب هو أوه إيل-نام نفسه، الذي كان يتظاهر بأنه لاعب. يكشف إيل-نام لغي-هون أن الألعاب كانت مسرحًا لتسلية الأثرياء الذين ملوا من الحياة العادية، وأن البشر على استعداد لفعل أي شيء من أجل المال، حتى لو كلفهم حياتهم. يقرر غي-هون في النهاية مواجهة المنظمة والبحث عن العدالة بعد أن يعيش حياة معزولة لفترة.

## روابط خارجية
- قائمة حلقات لعبة الحبار (الموسم 1)  على قاعدة بيانات الأفلام على الإنترنت

| رقم الحلقة في الموسم | عنوان الحلقة                                        | إخراج           | كتابة           | تاريخ البث الأصلي |
| --- | --------------------------------------------------- | --------------- | --------------- | ----------------- |
| 1 | «إشارة حمراء، إشارة خضراء (Red Light, Green Light)» | هوانغ دونغ هيوك | هوانغ دونغ هيوك | 17 سبتمبر 2021    |
| سيونغ جي-هون تعيس الحظ، فقد تراكمت عليه ديون ضخمة لمرابي القروض، بينما أصبح غريباً عن ابنته وزوجته السابقة. في محطة مترو الأنفاق، يدعوه رجل أنيق للعب لعبة "دداكجي" مقابل المال ويعرض عليه فرصة للمشاركة في ألعاب ذات رهانات أعلى. يرفض جي-هون في البداية ولكنه يعيد النظر بعد اكتشافه أن ابنته ستغادر إلى الولايات المتحدة مع زوج أمها إذا لم يكسب المزيد من المال. يتم تخديره ويستيقظ في سكن مع 455 آخرين، يتم التعرف عليهم فقط بالرقم الموجود على بدلاتهم الرياضية الخضراء الداكنة. تصل مجموعة من الحراس المقنعين يرتدون بدلات وردية ويشرحون أن اللاعبين، وجميعهم في ضائقة مالية شديدة، سيتم منحهم مليارات الوون كجائزة إذا تمكنوا من الفوز بست ألعاب على مدار ستة أيام. يتم الإشراف على الألعاب من قبل شخصية مقنعة ترتدي ملابس سوداء بالكامل تُعرف باسم "الرجل الأمامي". يصادق جي-هون اللاعب 001، وهو رجل مسن يعاني من ورم في المخ، ويتعرف على اثنين من اللاعبين الآخرين: تشو سانغ-وو، زميل طفولة أصبح سمسار استثمارات، واللاعب 067، نشالة سبق أن سرقت منه. اللعبة الأولى هي "الضوء الأحمر، الضوء الأخضر"، حيث يُطلق النار على أي شخص يُضبط وهو يتحرك ويُقتل على الفور، مما يكشف عن الطبيعة السادية للألعاب. نصف اللاعبين يصابون بالذعر ويحاولون الفرار عند إدراكهم لذلك ويتم ذبحهم. بمساعدة سانغ-وو واللاعب 199، ينجو جي-هون وعدد من الآخرين بالكاد من اللعبة الأولى على قيد الحياة.   |                                                     |                 |                 |                   |
| 2 | «جحيم (Hell)»                                       | هوانغ دونغ هيوك | هوانغ دونغ هيوك | 17 سبتمبر 2021    |
| مع مقتل أكثر من نصف اللاعبين في اللعبة الأولى، طالب العديد من الناجين بالإفراج عنهم. وباستخدام البند الثالث من اللعبة، صوتوا بفارق ضئيل لإنهاء الألعاب والعودة إلى ديارهم، على الرغم من عدم حصولهم على أي أموال جائزة. بالعودة إلى سيول، حاول جي هون الإبلاغ عن الألعاب للشرطة، لكن المحقق هوانغ جون هو، الذي اختفى شقيقه بعد تلقي دعوة مماثلة، صدقه. تمت دعوة اللاعبين للعودة إلى اللعبة، وعاد الكثير منهم بدافع اليأس. من بينهم جي هون، الذي تحتاج والدته إلى عملية جراحية؛ وسانغ وو، الذي يواجه الاعتقال بتهمة الاحتيال المالي؛ واللاعب 001، الذي لا يرغب في الموت في العالم الخارجي؛ واللاعب 067، الذي يرغب في إخراج والديها من كوريا الشمالية وإخراج شقيقها، تشيول، من دار للأيتام؛ واللاعب 199، عامل مهاجر باكستاني اعتدى بعنف على رئيسه في العمل لامتناعه عن دفع أجره؛ واللاعب 101، المسمى جانغ دوك سو، وهو رجل عصابات هارب من ديون القمار ورؤسائه السابقين. جون هو يتبع جي هون سراً عندما يلتقطه الحراس. |                                                     |                 |                 |                   |
| 3 | «الرجل ذو المظلة (The Man with the Umbrella)»       | هوانغ دونغ هيوك | هوانغ دونغ هيوك | 17 سبتمبر 2021    |
| نجح جون هو في التسلل إلى الألعاب متنكراً في زي عامل مُقنّع، ليكتشف أن العمال واللاعبين يقيمون في منشأة على جزيرة نائية. بدأ اللاعبون، الذين أصبحوا الآن أكثر وعياً واستعداداً، بتشكيل تحالفات. شكّل جي هون وسانغ وو واللاعب 001 واللاعب 199 فريقاً. تسلل اللاعب 067 إلى فتحة تهوية وشاهد عمالاً يذيبون أواني السكر. تتطلب اللعبة الثانية، بوبجي، من كل لاعب استخراج شكل مطبوع من حلوى دالغونا (حلوى قرص العسل) في غضون عشر دقائق. علم سانغ وو باكتشاف اللاعب 067 وتعرّف على اللعبة مسبقاً، لكنه لم يُحذّر زملائه في الفريق واختار أسهل شكل لنفسه. اختار جي هون دون قصد أصعب شكل، وهو المظلة، لكنه نجح في النهاية بلعق الجزء الخلفي من قرص العسل لإذابته. ساعدت اللاعبة 212، وهي امرأة صاخبة ومتلاعبة، دوك سو على إكمال اللعبة باستخدام ولاعة مهربة. لاعب على وشك الإعدام يأخذ حارسًا رهينة ويجبره على كشف هويته. يُصدم اللاعب عندما يكتشف أن الحارس شاب، فيطلق النار على نفسه؛ ثم يُعدم القائد الحارس بنفسه لكشفه هويته. |                                                     |                 |                 |                   |
| 4 | «التمسك بالفريق (Stick to the Team)»                | هوانغ دونغ هيوك | هوانغ دونغ هيوك | 17 سبتمبر 2021    |
| اللاعب 111، وهو طبيب مدان، يعمل سرًا مع مجموعة من الحراس لحصاد أعضاء من اللاعبين المتوفين لبيعها في السوق السوداء مقابل معلومات عن الألعاب القادمة. عندما يقتل دوك سو لاعبًا يتهمه بتناول طعام إضافي، لا يتخذ الحراس أي إجراء، وتزداد قيمة الجائزة. يدرك دوك سو ومجموعته أنه يمكنهم قتل لاعبين آخرين بحرية لزيادة قيمة الجائزة، فيثيرون شجارًا بعد إطفاء الأنوار، مما يؤدي إلى مهاجمة اللاعبين لبعضهم البعض. تنجو مجموعة جي هون وتتبادل الأسماء لبناء الثقة: اللاعب 199 هو علي عبدول، واللاعب 067 هو كانغ ساي بيوك. بسبب ورم في دماغه، يكافح اللاعب 001 لتذكر اسمه. اللاعب 212، المسمى هان مي نيو، يمارس الجنس مع دوك سو في المراحيض. في اللعبة الثالثة، يُطلب من اللاعبين تكوين مجموعات من عشرة. بالنسبة لفريق جي هون، تجند ساي بيوك اللاعب 240، وهي فتاة قريبة من عمرها. تتكشف اللعبة على أنها لعبة شد حبل على منصتين مرتفعتين، حيث يفوز فريق بسحب الفريق المنافس من المنصة الأخرى إلى حتفه. بعد أن علم دوك سو باللعبة من اللاعب ١١١، اختار الرجال الأقوياء فقط ورفض مي نيو التي انضمت إلى فريق جي هون. بعد فوز فريق دوك سو بسهولة، واجه فريق جي هون صعوبة أمام فريق آخر من الرجال. |                                                     |                 |                 |                   |
| 5 | «عالم عادل (A Fair World)»                          | هوانغ دونغ هيوك | هوانغ دونغ هيوك | 17 سبتمبر 2021    |
| يفوز فريق جي هون بمباراة شد الحبل من خلال استراتيجية اللاعب 001 والتفكير السريع لسانغ وو. وتوقعًا لأعمال شغب أخرى، قاموا ببناء حاجز وتناوبوا على الحراسة طوال الليل، على الرغم من أن فريق ديوك سو لم يهاجم. يفكر جي هون في حادثة عندما احتج هو وعمال آخرون في مصنع للسيارات على التسريح الجماعي للعمال، والتي كانت بداية الأوقات الصعبة التي حلت به. يحاول اللاعب 240 تكوين صداقة مع ساي بيوك، لكنها تظل بعيدة. في هذه الأثناء، يشهد جون هو عملية حصاد الأعضاء ويدرك أن الحارس الذي انتحل هويته قد شارك فيها. ينقلب اللاعب 111 على المبتزين عندما يرفضون إبلاغه باللعبة التالية، ويقتل جميع المتورطين باستثناء جون هو، بمن فيهم اللاعب 111. يطلق الرجل الأمامي مطاردة لجون هو، الذي يقتحم مكتبه. هناك، يكتشف جون هو أن الألعاب تعمل منذ أكثر من 30 عامًا وأن شقيقه المفقود، هوانج إن هو، كان الفائز في نسخة 2015. |                                                     |                 |                 |                   |
| 6 | «جانبو (Gganbu)»                                    | هوانغ دونغ هيوك | هوانغ دونغ هيوك | 17 سبتمبر 2021    |
| يُعرض على اللاعبين جثث اللاعب 111 وشركائه في المؤامرة، الذين أُعدموا بتهمة الغش، ويُطمأنون بأن الألعاب مصممة لضمان فرصة عادلة لجميع المشاركين. في اللعبة الرابعة، يُطلب من اللاعبين أن يكوّنوا أزواجًا، لكنهم سرعان ما يتعلمون أنه يجب عليهم التنافس مع شريكهم في لعبة رخامية من اختيارهم؛ والهدف هو جمع جميع رخيات الشريك في غضون ثلاثين دقيقة للبقاء على قيد الحياة. يتبادل ساي بيوك واللاعب 240، جي يونغ، قصص الحياة؛ تعتقد جي يونغ أن ساي بيوك لديها المزيد لتعيش من أجله وتضحي بنفسها. يخدع سانغ وو علي ليتنازل عن رخياته ويفوز. يفوز ديوك سو على شريكه وتابعه، اللاعب 278. يستغل جي هون خرف اللاعب 001 ليفوز، فقط ليكتشف أن الرجل العجوز، المسمى أوه إيل نام، كان على علم بالخداع طوال الوقت. إيل نام، الذي يعتبر جي هون صديقه الموثوق، يسمح له بالفوز. يُصاب جي هون وساي بيوك بالصدمة لوفاة أصدقائهما. |                                                     |                 |                 |                   |
| 7 | «كبار الشخصيات (VIPs)»                              | هوانغ دونغ هيوك | هوانغ دونغ هيوك | 17 سبتمبر 2021    |
| يعود اللاعبون ليجدوا مي-نيو، التي كانت تفتقر إلى شريك للعبة الكرات الزجاجية، لا تزال على قيد الحياة، بعد أن مُنحت تصريحًا مجانيًا للعبة التالية. يصل كبار الشخصيات الأجانب، الذين كانوا يراهنون عن بُعد على الألعاب، لمشاهدة الجولات المتبقية والمراهنة عليها مباشرةً. يُقترح على جون هو، المتنكر في زي أحد الخدم المقنعين، أن يواعد شخصًا مهمًا. في غرفة خاصة، يهاجم الشخص المهم ويسجل اعترافه قبل الهروب من الجزيرة. في هذه الأثناء، في اللعبة الخامسة، يجب على اللاعبين عبور جسر عريض من لوحين، ألواح مصنوعة إما من الزجاج المقسى أو العادي، والأخير لا يتحمل وزنهم. يسقط اللاعبون في مقدمة الصف إلى حتفهم أثناء عبورهم الألواح. يرفض دوك سو التحرك على الرغم من دقات الساعة، ويضغط على الآخرين لاختبار الألواح أمامه. انتقامًا، تضحي مي-نيو بنفسها لسحبه معها إلى حتفهم. يحدد اللاعب 017، وهو عامل زجاج متمرس، الألواح الآمنة حتى يطفئ الرجل الأمامي الأنوار، مما يزيل ميزته. مع نفاد الوقت، يدفع سانغ وو اللاعب 017 إلى حتفه، كاشفًا عن آخر لوحة مُقوّاة. فقط جي هون وسانغ وو وساي بيوك يُكملون اللعبة، لكن الانفجارات تُحطّم الألواح المتبقية، مُصيبةً اللاعبين الثلاثة. |                                                     |                 |                 |                   |
| 8 | «الرجل الأمامي (Front Man)»                         | هوانغ دونغ هيوك | هوانغ دونغ هيوك | 17 سبتمبر 2021    |
| بصفتهم متأهلين للنهائيات، حصل جي هون وسانغ وو وساي بيوك على ملابس رسمية ودُعوا لتناول عشاء على ضوء الشموع قدمه الحراس. أخفت ساي بيوك طعنة خطيرة من انفجار الجسر الزجاجي. بعد أن شهد مدى ما سيذهب إليه سانغ وو للفوز، اقترح جي هون تحالفًا مع ساي بيوك لمعارضته. ومع ذلك، توسلت ساي بيوك إلى جي هون أن يعد بأن الفائز سيعتني بأحباء الآخر. ذهب جي هون لقتل سانغ وو أثناء نومه، لكن ساي بيوك أوقفه، وأخبره أنه ليس قاتلًا. تفاقمت إصابة ساي بيوك، مما دفع جي هون إلى طلب المساعدة، ولكن أثناء غيابه، طعن سانغ وو ساي بيوك بسكين شريحة لحم المتبقية من العشاء، ووصل الحراس فقط لأخذ جثتها. حاول جي هون الغاضب والمكسور القلب مهاجمة سانغ وو لكن الحراس أوقفوه. في هذه الأثناء، يصل جون هو إلى جزيرة أخرى، لكن سرعان ما يتعقبه القائد، الذي يكشف عن نفسه بأنه شقيق جون هو، إن هو، ويحاول تجنيده. عندما يرفض جون هو، يطلق إن هو النار على كتفه، مما يتسبب في سقوطه من فوق جرف في البحر. |                                                     |                 |                 |                   |
| 9 | «يوم محظوظ (One Lucky Day)»                         | هوانغ دونغ هيوك | هوانغ دونغ هيوك | 17 سبتمبر 2021    |
| في لعبة الحبار الأخيرة التي تحمل نفس الاسم، يهزم جي-هون سانغ-وو بعد قتال عنيف، لكنه يرفض قتله؛ بل يتوسل إليه لإيقاف اللعبة مستخدمًا الجملة الثالثة. يرفض سانغ-وو، ويطلب من جي-هون رعاية والدته قبل أن يطعن نفسه، مما يجعل جي-هون الفائز تلقائيًا. يُعاد جي-هون إلى سيول ببطاقة مصرفية للحصول على الجائزة المالية، ليكتشف أن والدته توفيت بعد فترة من عودته إلى الألعاب. بعد عام، وبينما لا يزال يعاني من الصدمة ويرفض استخدام المال بدافع الشعور بالذنب، يتلقى جي-هون بطاقة دعوة من "غانبو"، ويصدم عندما يجد إيل-نام على فراش الموت. يكشف إيل-نام أنه ابتكر اللعبة لتسلية الأثرياء والمللين مثله، حيث يختار ألعاب الطفولة ويشارك في مجموعة جي-هون للحنين إلى الماضي. أثناء حديثهما، يراهن إيل-نام مع جي-هون على ما إذا كان سيتم تقديم المساعدة لرجل فاقد للوعي في الشارع قبل منتصف الليل. يُقدم الرجل المساعدة في الوقت المناسب، لكن إيل-نام يموت بعد ذلك بوقت قصير. يسترجع جي هون شقيق ساي بيوك، ويرتب لوالدة سانغ وو رعايته بعد أن منحهما حصة من الجائزة المالية. في طريقه إلى المطار للتواصل مع ابنته في لوس أنجلوس، يرى جي هون نفس مسؤول التوظيف يلعب لعبة "داكجي" مع لاعب جديد، فيتمكن من أخذ بطاقة دعوة اللاعب. يتصل برقم البطاقة قبل صعوده إلى طائرته، طالبًا معرفة من يقف وراء هذه اللعبة. يجيب المسؤول، ويأمر جي هون بالصعود إلى طائرته، لكنه ينهي المكالمة ويعود إلى مبنى الركاب. |                                                     |                 |                 |                   |

1. ↑  Kim Ji-won (11 Aug 2021). 전여빈 나나 류경수 '글리치' 촬영 중단 "보조출연자 코로나 확진"[공식] [[Official] Lee Jung-jae X Park Hae-soo's 'Squid Game' to be released on Netflix on September 17]. Ten Asia (بالكورية). نافير. Archived from the original on 2021-07-25. Retrieved 2021-08-12.